# Данілово (Остроленцький повіт)
Данілово (пол. Daniłowo) — село в Польщі, у гміні Ґоворово Остроленцького повіту Мазовецького воєводства.
Населення — 156 осіб (2011).
У 1975-1998 роках село належало до Остроленцького воєводства.

## Демографія
Демографічна структура станом на 31 березня 2011 року:
|          | Загалом | Допрацездатний вік | Працездатний вік | Постпрацездатний вік |
| -------- | ------- | ------------------ | ---------------- | -------------------- |
| Чоловіки | 83      | 21                 | 53               | 9                    |
| Жінки    | 73      | 15                 | 39               | 19                   |
| Разом    | 156     | 36                 | 92               | 28                   |